# NFPA 704

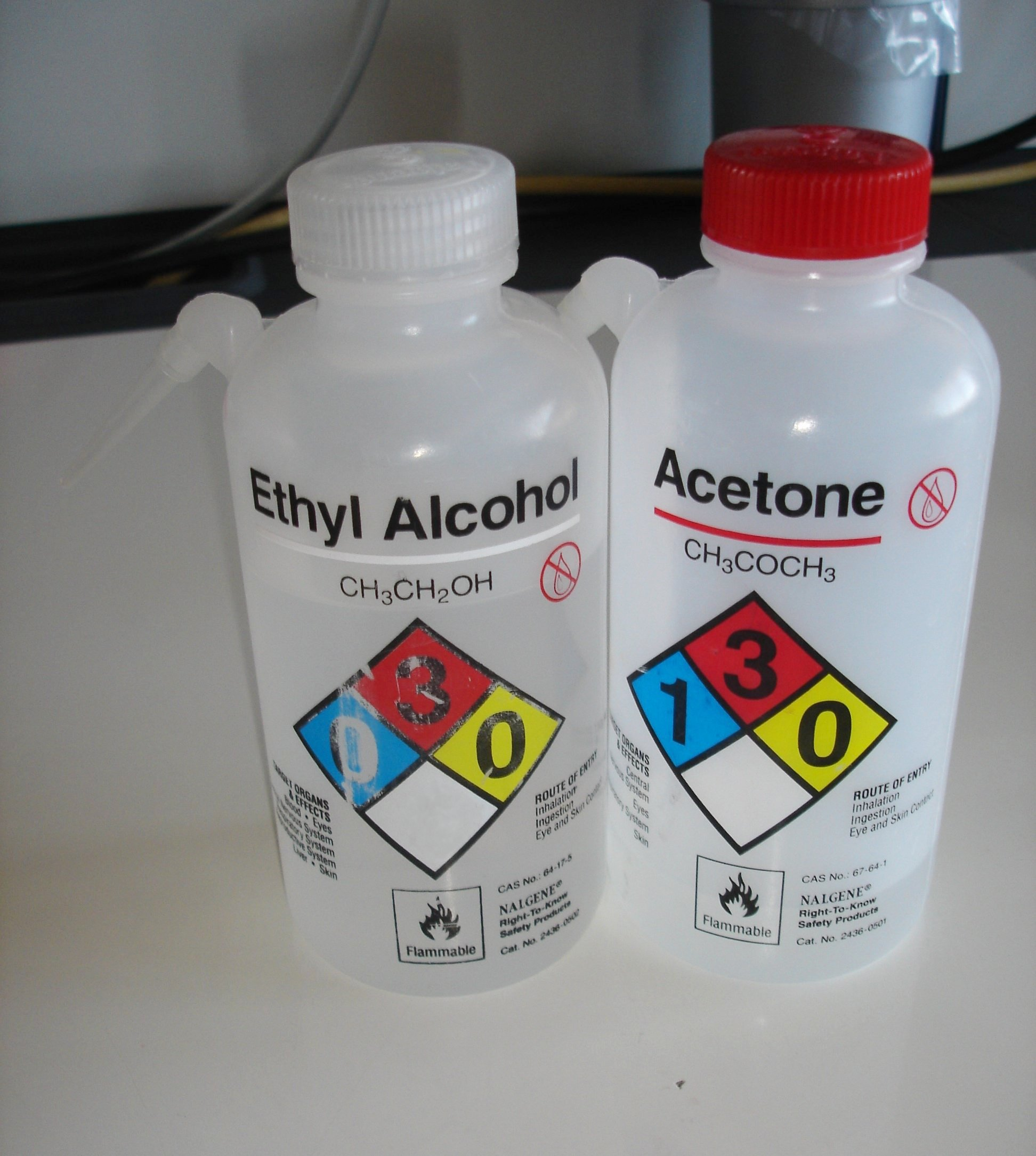
위험물질임을 표현하기 위한 NFPA 704 코드가 부착된 병들
.

NFPA 704는 미국화재예방협회(National Fire Protection Association, NFPA)에서 발표한 규격의 일종이다. 이것은 응급 상황에서 위험 물질에 대해 신속한 대응을 하기 위해 만들어진 소위 "fire diamond"로 표현된다. 이 규격은 응급상황 발생시, 만약 필요하다면 어떤 장비가 요구되는지, 어떤 처리절차가 필요한지, 혹은 어떠한 대책을 취해야 할지를 결정하는 데 도움을 준다.

## 기호체계
이 4개의 기호체계는 일반적으로 청색은 “건강에 유해한 정도”, 적색은 “인화성”, 황색은 “(화학적) 반응성”, 백색은 기타 위험에 대한 정보를 알리는 코드를 의미한다. 각 분야는 0(위험하지 않음)에서 4(매우 위험)의 4가지 단계로 구분된다.

### 청색- 건강 관련 정보
- 4.  매우 짧은 신체적 노출로도 사망 혹은 심각한 부상을 야기할 수 있음(예 : 시안화수소)
- 3.  매우 짧은 신체적 노출로도 일시적 혹은 만성적 부상을 야기할 수 있음(예 : 기체상태의 염소).

- 2.  만성적 접촉이 아닌 지속적/일반적 접촉으로 일시적 장애 혹은 부상을 유발할 수 있음.(예 : 클로로포름).

- 1.  노출시 경미한 부상을 유발할 수 있음. (예 : 송진/테레빈유).
- 0.  건강상 위협이 되지 않으며, 특별한 주의가 필요하지 않음(예 : 라놀린).

### 적색-인화성
- 4.  평상적인 대기 환경에서도 즉시 혹은 완전히 증발하거나, 공기중에 확산되어 불타게 됨. 인화점 23°C 이하인 물질. (예 : 프로판 가스).

- 3.  일반적인 대기환경에서 연소할 수 있는 액체/고체류. 인화점 23°C 이상 38°C 이하인 물질.(예 : 휘발유).
- 2.  발화가 일어나려면 상대적으로 더운 환경에 위치하거나 지속적으로 가열되어야 함. 인화점 38°C 이상 93°C 이하인 물질. (예 : 경유).
- 1.  충분히 가열되었을 경우 발화함. 인화점 93°C 이상인 물질. (예 : 콩기름).
- 0.  불연성 물질(예 : 물).

### 황색- 불안정성/반응성
- 4.  일반적인 대기 환경(기온/기압)에서도 폭발할 수 있는 물질 (예 : 니트로글리세린, RDX).
- 3.  반응에 직접적인 원인이 필요하거나, 충분히 가열되었거나, 큰 충격을 받으면 폭발하는 물질. 혹은 물과의 반응성이 높은 물질(예 : 불소).
- 2.  기온/기압 상승시 화학적 변화를 수반할 수 있고, 물과 쉽게 반응하거나, 물과 혼합시 폭발할 가능성이 있는 물질(예 : 나트륨).
- 1.  일반적으로 안정적이나, 기온/기압 상승시 불안정해질 수 있는 물질. (예 : 아세틸렌).
- 0.  화기에 노출되어도 일반적으로 안정적이며, 물과 반응하지 않음. (예 : 헬륨).

### 백색- 기타
백색 구역에는 아래와 같은 특정 기호가 표시될 수 있다.:
- W(₩) - 물과 반응할 수 있으며, 반응시 심각한 위험을 수반할 수 있음.(예 : 세슘, 나트륨).
- OX or OXY - 산화제(예 : 질산 암모늄).
- COR - 부식성. 강한 산성/염기성을 띰(예 :수산화나트륨）.
  - 구체적으로 ACID(산성) 혹은 ALK(염기성)로 표기할 수 있음.
- BIO - 생물학적 위험(예 : 천연두 바이러스).
- POI - • 독성(예 : 뱀독).
- 방사능 표시 () - 방사능 물질(예 : 우라늄, 플루토늄).
- CRY or CRYO - 극저온 물질.

참고: NFPA 704 규격에서는 백색 구역에 표기할 수 있는 기호로는 W와 OX/OXY만 인정했으나, 위의 경우와 같이 기타 자의적인 기호도 관계당국으로부터 허가를 받거나, 혹은 요구될 경우에는 사용할 수 있다.

## 같이 보기
- GHS 그림문자
- 위험물 표식
- 위험물